# Portabicicletas

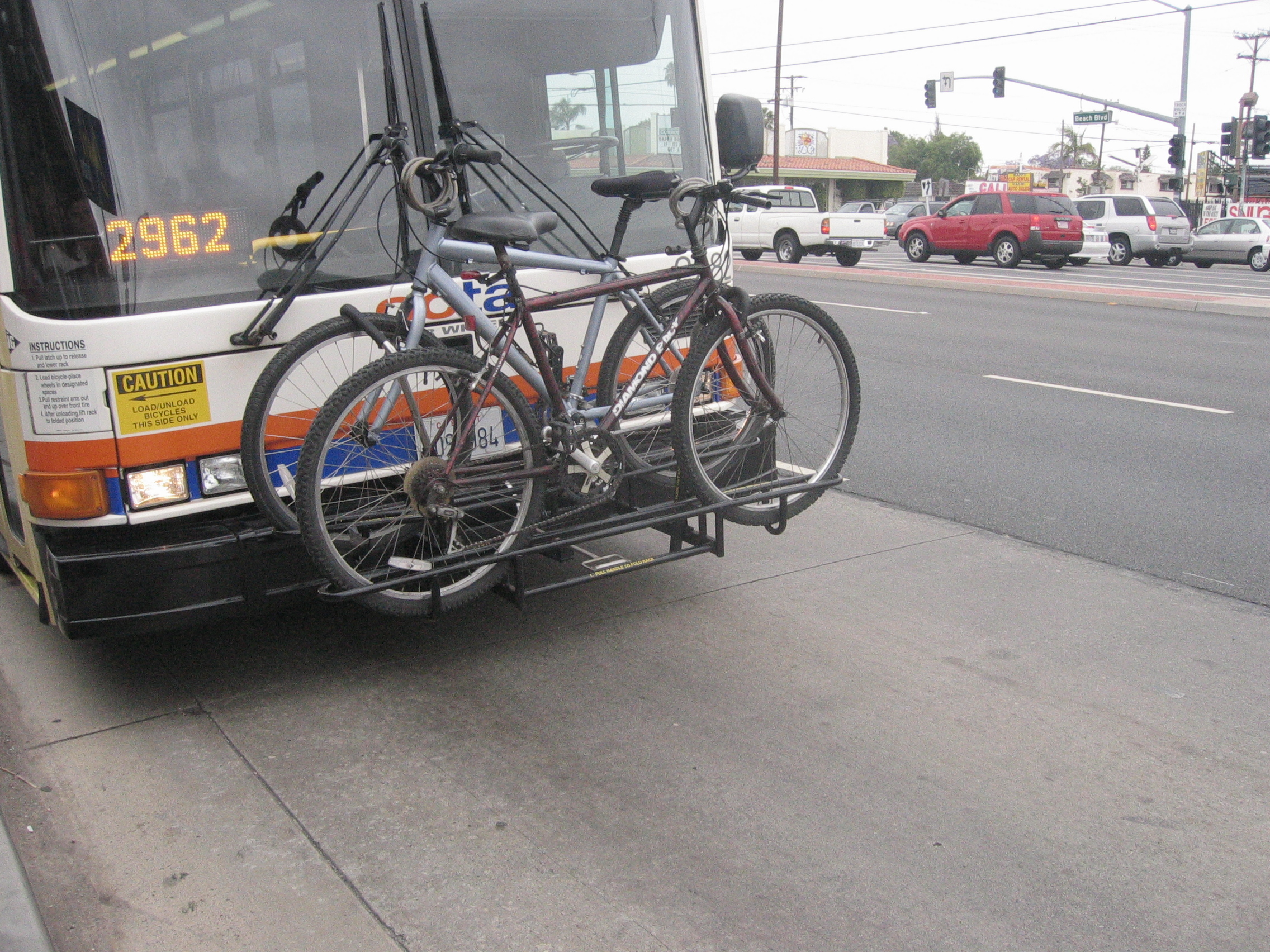
Autobús con portabicicletas en uso

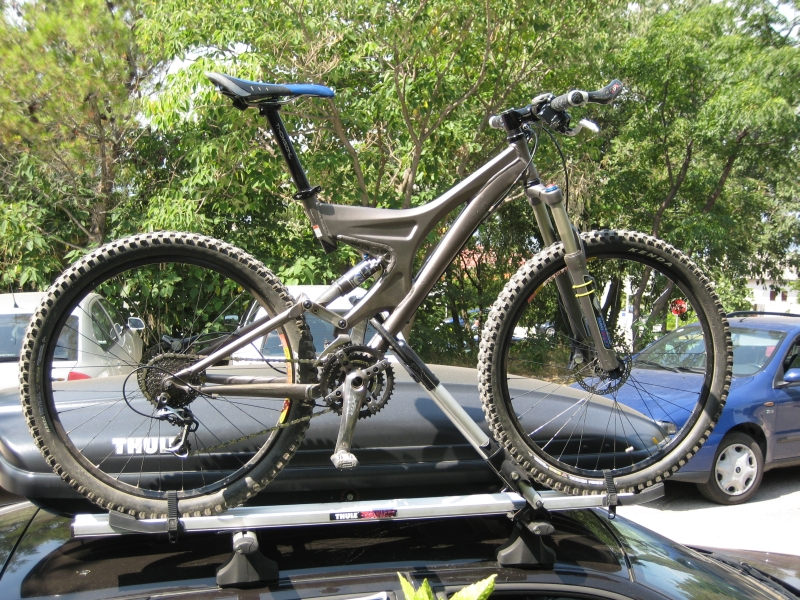
Portabicicletas en el techo de un coche

Un portabicis o soporte para bicicletas es un dispositivo conectado a un automóvil o autobús para el transporte de bicicletas.
También existen portabicicletas para motocicletas.
Los de automóvil se pueden encontrar en el techo o en la parte de atrás, dependiendo del vehículo. Las bicicletas se montan encajando las dos ruedas y proporcionando algún soporte vertical adicional, como quitando las ruedas y encajando las horquillas en un eje fijo, o con algún enganche en el cuadro.

## Autobús y tranvía
Los portabicicletas de autobús van montados por lo general adjunto a la parte delantera. Pueden plegarse hacia el autobús, de forma extraordinaria, cuando no hay bicicletas.
En algunas autoridades de transporte, en las paradas donde se permite el acceso a bicicletas están identificadas con el distintivo correspondiente acompañado de los números de línea en las que se permite el acceso en ese punto, generalmente en la parte superior de las marquesinas.
La utilización en el tranvía es la más flexible, ya que se pueden subir bicicletas, siempre que las condiciones lo permitan, de forma que los usuarios puedan alternar y complementar el tranvía con la bicicleta, para facilitar la intermodalidad.

### España
En Madrid existe un único servicio de autobús que lleva soporte para bicicletas en la parte trasera, desde el 2008, la línea urbana 33, que va desde Príncipe Pío a la Casa de Campo, no estando operativa la posibilidad para la línea que conecta el Aeropuerto de Barajas con el centro de Madrid.
Asimismo, los nuevos autobuses urbanos de Bilbao llevarán portabicicletas en la parte frontal y se está estudiando su instalación en los de Santander y en Pamplona.
También caba la posibilidad de transportar la bicicleta en autobuses interurbanos.
Por otro lado, ConBici ha creado un Grupo de Trabajo de Transporte, para promver los trayectos intermodales.

## Tipos de portabicicletas
- Portabicicletas de bola
- Portabicicletas de techo o baca
- Portabicicletas de portón o maletero
- Portabicicletas de ventosa o succión